# John Weinzweig
John Weinzweig (né le 11 mars 1913 à Toronto et décédé le 24 août 2006 à Toronto), était un compositeur canadien. Il a fait ses études de la musique à l'université, et en 1937 il est parti aux États-unis pour étudier sous la direction de Bernard Rogers. Pendant la Seconde Guerre mondiale, il a commencé à composer des bandes originales, puis en 1952 il est devenu professeur à son ancienne université, le Harbord Collegiate Institute. Il a aussi reçu de nombreux pris pour ses œuvres, y-compris le Order of Canada et le Order of Ontario. 

## Honneurs
- 1974 - Prix Lynch-Staunton
- 1974 - Officier de l'Ordre du Canada
- 1978 - Médaille du Conseil canadien de la musique
- 1981 - Prix Molson